# Blauwe veenkorst
Blauwe veenkorst (Trapeliopsis flexuosa) is een korstmos behorend tot de familie Agyriaceae.

## Determinatie

### Uiterlijke kenmerken
Het heeft groene of groengrijze, witachtige of donker blauwgrijze, afgeplatte korrelige areolen. De poederachtige grijsgroene tot donkerblauwgroene sorediën kunnen zich verspreiden om de thallus te bedekken. Apotheciën komen niet vaak voor. Indien aanwezig zijn de schijf zwart met een blauwachtige of groenachtige tint, dof, epruinose, met een vlakke rand. De diameter is 0,3 tot 0,7 (-1) mm.
Het thallus heeft de volgende kenmerkende kleurreacties: K-, C+ (rood), KC+ (rood), P-, UV+ (witachtig). De pycnidiën zijn bolvormig, ondergedompeld en meten 75–125 µm.

### Microscopische kenmerken
De parafysen zijn hyaliene, matig tot sterk vertakt, soms met bruinachtige apicale cellen. Het subhymenium is 40–60 µm hoog. De asci zijn 8-sporig. De ascosporen zijn hyaliene, enkelvoudig gesepteerd en meten (5,5–)6,7–9,3(–11) × (2,5–)3,2–4,1(–4,5) µm.

## Ecologie
Blauwe veenkorst komt voor op oude schuttingen, houten palen, balustrades en tuinmeubelen, boomstronken en is ook bekend van kiezelhoudende rotsen en zure schors. Hij leeft in symbiose met een chlorococcoïde alg.

## Verspreiding
Het verspreidingsgebied van blauwe veenkorst strekt zich uit over Europa, Noord-Amerika, Australië en sporadisch hierbuiten. In Nederland komt hij vrij algemeen.